# Championnat des îles Cook de football 2018
Navigation
Saison précédente Saison suivante
La saison 2018 du Championnat des îles Cook de football est la soixante-huitième édition du championnat de première division aux Îles Cook. Les six meilleurs clubs de Roratanga sont regroupés au sein d'une poule unique, la Round Cup, où ils s'affrontent trois fois au cours de la saison. Il n’y a ni promotion, ni relégation en fin de saison.
C'est le Tupapa Maraerenga FC qui est de nouveau sacré champion des îles Cook cette saison après avoir terminé en tête du classement final, avec trois points d'avance sur le Nikao Sokattack FC. C'est le quatorzième titre de champion des îles Cook de l’histoire du club.

## Les clubs participants
- Tupapa Maraerenga FC
- Puaikura FC
- Avatiu FC
- Nikao Sokattack FC
- Matavera FC
- Titikaveka FC

## Compétition

### Classement
Le barème utilisé pour établir le classement est le suivant :
- Victoire : 3 points
- Match nul : 1 point
- Défaite : 0 point

| Rang | Équipe                  | Pts | J  | G  | N | P  | Bp | Bc | Diff |
| ---- | ----------------------- | --- | -- | -- | - | -- | -- | -- | ---- |
| 1    | Tupapa Maraerenga FCT C | 37  | 15 | 12 | 1 | 2  | 44 | 17 | +27  |
| 2    | Nikao Sokattack FC      | 34  | 15 | 11 | 1 | 3  | 48 | 19 | +29  |
| 3    | Puaikura FC             | 22  | 15 | 7  | 1 | 7  | 30 | 23 | +7   |
| 4    | Matavera FC             | 15  | 15 | 4  | 3 | 8  | 16 | 34 | -18  |
| 5    | Avatiu FC               | 12  | 15 | 3  | 3 | 9  | 24 | 39 | -15  |
| 6    | Titikaveka FC           | 9   | 15 | 2  | 3 | 10 | 17 | 47 | -30  |

|  | Qualification pour la Ligue des champions de l'OFC 2019     |
|  | T : Tenant du titre C : Vainqueur de la Coupe des îles Cook |

## Bilan de la saison
| Championnat des îles Cook de football 2018 |                                  |
| Champion                                   | Tupapa Maraerenga FC (14e titre) |
| Coupes et trophées                         |                                  |
| Vainqueur de la Coupe des îles Cook 2018   | Tupapa Maraerenga FC             |
| Qualifications continentales               |                                  |
| Ligue des champions de l'OFC 2019          | Tupapa Maraerenga FC             |
| Promotions et relégations                  |                                  |
| Promus en Round Cup                        | Aucun                            |
| Relégués                                   | Aucun                            |